# CS Constantine
CS Constantine is een Algerijnse voetbalclub uit Constantine die in de hoogste Algerijnse voetbalklasse uitkomt. De club werd in 1898 opgericht en is de oudste Algerijnse voetbalclub. Tussen 1977 en 1987 heette de club CM Constantine. 

## Geschiedenis
De club werd officieel opgericht in 1926 volgens de voetbalbond, maar zelf cliamt ze 26 juni 1898 als oprichtingsdatum toen de club IKBAL Émancipation opgericht werd. In 1909 werd deze club door de Franse autoriteiten ontbonden. In 1916 werd de club heropgericht als Étoile Club Musulman Constantinois, maar ook nu werd de club in 1918 door de Fransen gesloten. In 1926 werd de club voor een derde keer opgericht en nu mochten ook Europese spelers uit het moederland Frankrijk bij de club spelen. 
Na de onafhankelijkheid van Frankrijk begon de club in de Algerijnse tweede klasse en zakte in 1965 zelfs al naar de derde klasse. Na twee opeenvolgende titels kon de club in 1970 voor het eerst naar de hoogste klasse promoveren. Bij de eerste deelname eindigde de club al op de tweede plaats op vier punten van kampioen MC Oran. Het volgende seizoen speelde de club onder de naam NR Kassentini en werd slechts twaalfde. Na dit seizoen veranderde de naam opnieuw en als CS Sirta eindigde de club op een degradatie plaats. Na vier jaar slaagde de club erin terug te keren en keerde als CM Constantine terug naar de hoogste klasse, maar degradeerde opnieuw na twee seizoenen. 
Het duurde tot 1986 vooraleer de club eenmalig terug kon keren. In 1987 werd terug de oude naam aangenomen. Na opnieuw een eenmalige terugkeer in 1990 kon de club van 1994 tot 1999 opnieuw bij de elite spelen en werd zelfs landskampioen in 1997. Na nog een tweede plaats in 1998 volgde een degradatie in 1999. Na één seizoen keerde de club terug maar kon het behoud niet verzekeren. Van 2004 tot 2006 speelde de club opnieuw in de hoogste klasse.
Sinds 2011 is de club terug een vaste waarde in de Ligue 1. In 2018 werd de club voor de tweede keer landskampioen. 

## Erelijst
Landskampioen (2)
1997, 2018

## Bekende (ex-)spelers
- Mohamed Dahmane

ASO Chlef ·
CR Belouizdad ·
CS Constantine ·
ES Sétif ·
HB Chelghoum Laïd ·
JS Kabylie ·
JS Saoura ·
MC Alger ·
MC Oran ·
NA Hussein Dey ·
NC Magra ·
Olympique de Médéa ·
Paradou AC ·
RC Arbaâ ·
RC Relizane ·
US Biskra ·
USM Alger ·
WA Tlemcen ·